# Los Dolores (Guanajuato)
Los Dolores es una localidad del estado mexicano de Guanajuato. Es parte del municipio de San Luis de la Paz.

## Demografía
| Censo | Población |
| ----- | --------- |
| 2000  | 1 498     |
| 2010  | 1 778     |
| 2020  | 2 194     |